# Navarcostes
Navarcostes is een geslacht van vlinders van de familie tandvlinders (Notodontidae).

## Soorten
- N. limnatis Schaus, 1906
- N. oakleyi Schaus, 1939